# Gentianella punensis
Gentianella punensis är en gentianaväxtart som först beskrevs av Fabris, och fick sitt nu gällande namn av Fabris. Gentianella punensis ingår i släktet gentianellor, och familjen gentianaväxter. Inga underarter finns listade i Catalogue of Life.